# 히가시신마치역
히가시신마치역(일본어: 東新町駅)은 일본 아이치현 신시로시에 위치한 도카이 여객철도 이다선의 철도역이다. 단선 승강장 1면 1선의 구조를 갖춘 지상역이다.

## 역 주변
- 신시로 보건소
- 신시로지역 문화광장
- 사쿠라부치 공원
- 국도 제151호선

## 역사
- 1914년 1월 1일 : 도요카와 철도의 역으로서 개업.
- 1943년 8월 1일 : 도요카와 철도의 국유화에 수반해, 국유철도 이다선의 역이 된다.
- 1971년 12월 1일 : 화물과 하물의 취급을 폐지.
- 1984년 2월 24일 : 이다선 남부로의 열차 집중 제어 장치 (CTC)도입에 수반해, 역 업무 위탁 개시.
- 1987년 4월 1일 : 일본국유철도 분할 민영화로 인해, 도카이 여객철도가 승계.
- 2008년 12월 20일 : 신 역사 공용 개시.

## 인접 역
| 도카이 여객철도 이다선 | 도카이 여객철도 이다선 | 도카이 여객철도 이다선 |
| ---------------------- | ---------------------- | ---------------------- |
| 신시로 도요하시 방면   | ■ 이다선               | 차우스야마 다쓰노 방면 |